# كيفن ماك اليستير
كيفن ماك اليستير (بالإسبانية: Kevin Mac Allister) (7 نوفمبر 1997 ببوينس آيرس في الأرجنتين - ) هو لاعب كرة قدم أرجنتيني في مركز الدفاع.

## روابط خارجية
- كيفن ماك اليستير على موقع الاتحاد الأوربي (الإنجليزية)
- كيفن ماك اليستير على موقع قاعدة بيانات كرة القدم.إي يو (الإنجليزية)
- كيفن ماك اليستير على موقع Soccerway.com (الإنجليزية)
- كيفن ماك اليستير على موقع عالم كرة القدم.نت (الإنجليزية)